# (185101) 2006 SX19
(185101) 2006 SX19 es un asteroide perteneciente al cinturón de asteroides, descubierto el 19 de septiembre de 2006 por el equipo del Observatorio Astronómico de Mallorca desde el Observatorio Astronómico de La Sagra, Puebla de Don Fadrique (Granada), España.

## Designación y nombre
Designado provisionalmente como 2006 SX19.

## Características orbitales
2006 SX19 está situado a una distancia media del Sol de 2,691 ua, pudiendo alejarse hasta 2,933 ua y acercarse hasta 2,450 ua. Su excentricidad es 0,089 y la inclinación orbital 1,109 grados: emplea 1613 días en completar una órbita alrededor del Sol.

## Características físicas
La magnitud absoluta de 2006 SX19 es 16,4. Tiene 2,378 km de diámetro y su albedo se estima en 0,086.